# Föhn Bastion
Die Föhn Bastion ist ein 915 m hoher Berg an der Rymill-Küste im Westen des westantarktischen Palmerlands. Sie ragt 13 km südöstlich des Kap Jeremy auf.
Das UK Antarctic Place-Names Committee benannte den Berg am 8. Dezember 1977 nach dem Föhn, dem Fallwind in den europäischen Alpen.